# Prolapso uterino
Prolapso uterino é um deslocamento do útero para dentro da vagina. Ocorre quando os ligamentos que mantem o útero no lugar esticaram muito e estão debilitados. É mais comum em mulheres pós-menopausa que tiveram múltiplos partos vaginais. 
Fatores de risco para prolapso uterino incluem a gravidez, parto normal, pressão intra-abdominal elevada,  como o levantamento, tosse ou esforço, tecido conjuntivo condições, e danos ou fraqueza dos músculos.
O tratamento pode ser manual, empurrando o útero de volta ao lugar, fortalecendo a musculatura com exercícios Kegel diários e usando pesarios para evitar um novo prolapso ou pode ser cirúrgico, dependendo dos sintomas e preferência da paciente.

## Tratamento
O tratamento pode ser conservador, mecânico ou cirúrgico. Tratamento conservador inclui a modificação comportamental e exercícios de fortalecimento dos músculos pélvicos Kegel. Pesarios são um instrumento para elevar e apoiar o útero. As opções cirúrgicas são muitas e pode incluir uma histerectomia ou uma técnica como histeropexia laparoscópica, sacrohisteropexia ou a operação de Manchester.